# Gino Caoki
Gino Caoki (* 17. Juli 2004 in Saint-Herblain) ist ein französisch-italienischer Fußballspieler.

## Karriere
Caoki spielte in seiner Jugend lange beim FC Lorient. Dort kam er in der Saison 2021/22 bereits zu 15 Einsätzen für das viertklassige Reserveteam. In der Spielzeit 2022/23 war er dort bereits Stammspieler und kam in 23 Saisoneinsätzen zu seinem ersten Tor. Auch in der U19-Mannschaft lief er in jener Saison noch auf. Nach weiteren Einsätzen für die Reserve kam er im Januar 2024 in der ersten Profirunde des Pokals 2023/24 zu seinem ersten Einsatz für die erste Mannschaft. Sein Profidebüt gab er eine Woche später bei einer 0:3-Niederlage gegen den OSC Lille in der Ligue 1 nach später Einwechslung.